# Alessandro Scottà
Alessandro Scottà (* 23. März 1969 in Vittorio Veneto) ist ein ehemaliger italienischer Freestyle-Skier. Er war auf die Disziplin Aerials (Springen) spezialisiert.

## Werdegang
Scottà trat im Dezember 1990 in Tignes erstmals im Freestyle-Skiing-Weltcup an, wobei er den 55. Platz errang und nahm bis 1998 an 22 Weltcups teil. Sein bestes Ergebnis dabei erreichte er im Januar 1997 mit dem 18. Platz in Mont Tremblant. Bei den Olympischen Winterspielen 1994 in Lillehammer sowie bei den Weltmeisterschaften 1995 in La Clusaz belegte er jeweils den 21. Platz und bei den Weltmeisterschaften 1997 im Iizuna Kōgen Sukī-jō den 17. Rang. Zudem nahm er von 1995 bis 1998 an fünf Springen im Europacup teil und holte dabei im Januar 1996 in Piancavallo einen Sieg.

## Erfolge

### Olympische Spiele
- 1994 Lillehammer: 21. Platz Aerials

### Weltmeisterschaften
- 1995 La Clusaz: 21. Platz Aerials
- 1997 Iizuna Kōgen: 17. Platz Aerials

### Weltcupwertungen
Scottà nahm an 22 Weltcups teil.
| Saison  | Gesamt | Gesamt | Aerials | Aerials |
| Saison  | Platz  | Punkte | Platz   | Punkte  |
| ------- | ------ | ------ | ------- | ------- |
| 1994/95 | 123.   | 2      | 46.     | 20      |
| 1995/96 | 115.   | 4      | 41.     | 36      |
| 1996/97 | 113.   | 4      | 46.     | 32      |
| 1997/98 | 119.   | 1      | 50.     | 8       |